# Rickroll

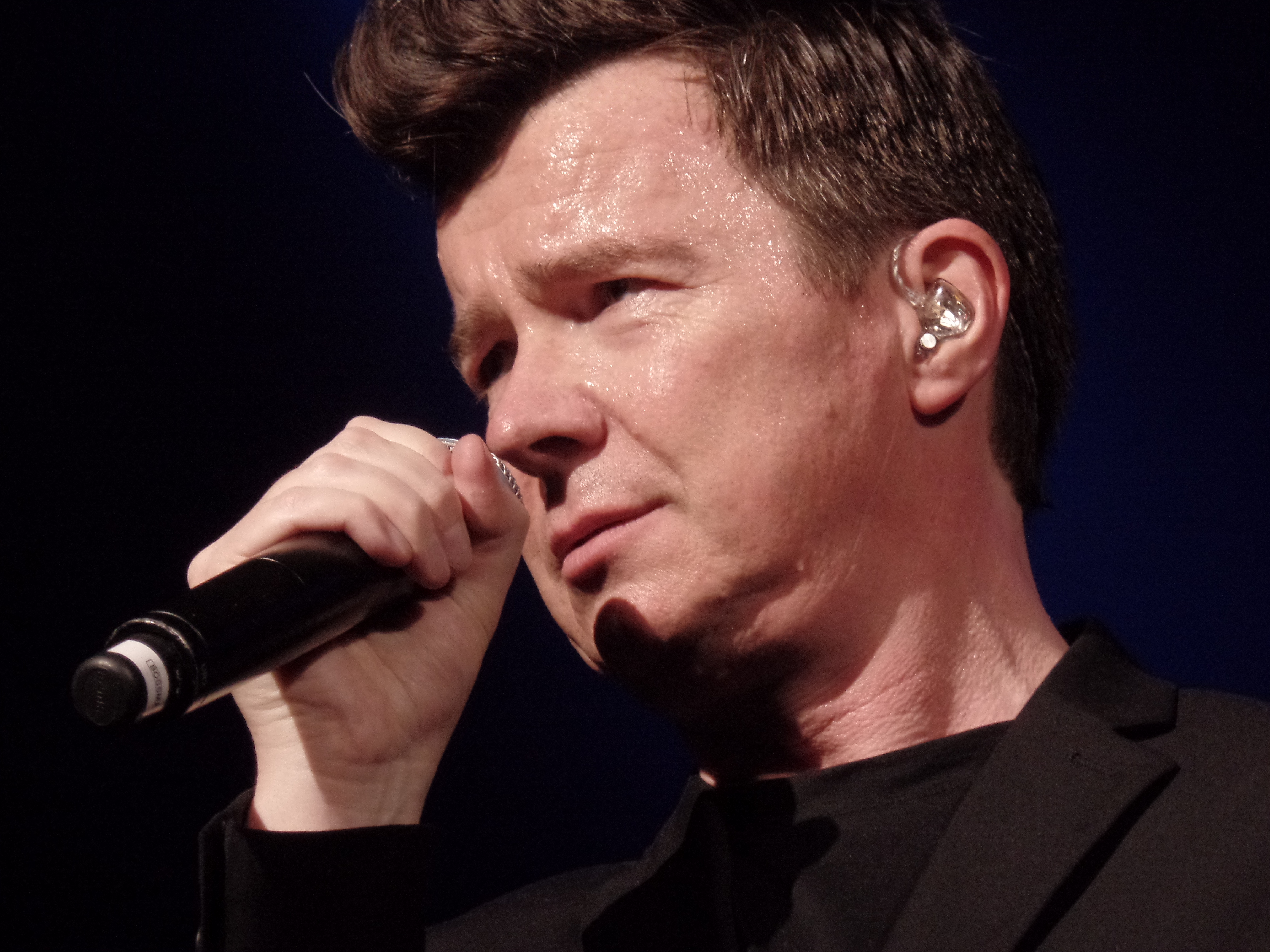
Rick Astley en 2017.

Le rickroll est un phénomène internet qui s'est développé autour du clip vidéo de la chanson Never Gonna Give You Up, interprétée par le chanteur anglais Rick Astley. Il consiste à renvoyer un internaute vers le clip en question via un lien supposé être en rapport avec le texte qu'il consulte. On dit alors que l'internaute a été « rickrollé ». Cette pratique est une variante d'une autre farce appelée duckroll, qui, de la même façon, mène l'internaute à une photo ou une vidéo d’un canard muni de roulettes. Dans le jargon d'Internet, ce type de piège d'url se nomme "bait-and-switch" (appât et changement).
Le phénomène connaît un essor important depuis 2008.

## Histoire du phénomène

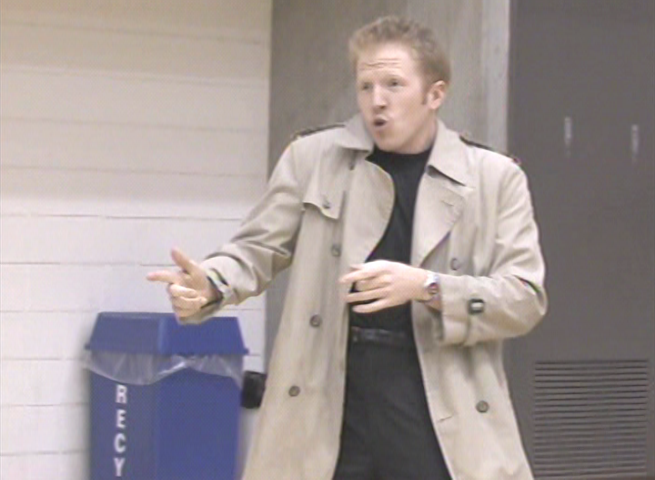
Un homme déguisé en Rick Astley, chantant lors d'un rickroll pendant un match de basketball en mars 2008.

Le rickroll est dérivé d'une autre blague, le duckroll, qui consistait à mener l'internaute à son insu vers une photo ou une vidéo d'un canard à roulettes. Le but de cette plaisanterie est peut-être d'ajouter une note d'humour, ou de faire perdre son temps à la victime.
Le tout premier rickroll en date remonte au 29 mars 2007 ; ce jour-là, des milliers d'internautes attendent l'arrivée du premier trailer du jeu vidéo Grand Theft Auto IV. Dès la mise en ligne de celui-ci, les serveurs de son éditeur, Rockstar Games, sont surchargés, et ne peuvent plus assurer la diffusion de la vidéo. Sur le forum 4chan, déjà connu pour avoir popularisé le duckrolling, un utilisateur poste alors un prétendu lien miroir vers ce trailer ; cependant, le lien ne mène pas les internautes à la vidéo en question, mais au clip de la chanson Never Gonna Give You Up.
Le site de partage de vidéos YouTube a participé à ce canular virtuel le 1er avril 2008, en faisant pointer toutes les vidéos de la page d'accueil vers celle du clip d'Astley.
Au 13 juin 2012, la vidéo (copies incluses) a été visionnée plus d'une centaine de millions de fois sur YouTube.
En juillet 2021, la vidéo dépasse le milliard de vues sur YouTube.
Le 16 octobre 2021 à Stockholm, au concert Climate Live, dans un discours sur l'action climatique, Greta Thunberg prononce : « We're no strangers to love... You know the rules and so do I », avant de commencer à chanter et à danser sous les applaudissements. Rick Astley lui a fait ses remerciements dans un tweet.

## Réaction de Rick Astley
Dans une interview datant du mois de mars 2008[réf. nécessaire], Rick Astley dit avoir trouvé ce phénomène « hilarant ». Il a également précisé ne pas avoir l'intention d'en profiter en sortant un remix de la chanson, mais qu'il serait heureux de voir d'autres artistes le faire. Il révèle sur un blog du Los Angeles Times qu'il a pris connaissance du phénomène par des amis : 

« C’est un peu étrange, pour être honnête, d’avoir ces vidéos de soi, jeune homme, comme ça sur Internet. J’ai 42 ans maintenant, c’est un peu bizarre quand même. Mais c’est drôle. »

« Si tout cela concernait une chanson de rock, avec des paroles qui veulent vraiment dire quelque chose, comme God Bless America de Springsteen...ou une chanson de type opposition à quelque chose, je pourrais à peu près comprendre. Mais là, pour une chanson pop, même si je ne veux pas la rabaisser car je trouve toujours que c'est une formidable chanson pop... vous voyez ce que je veux dire ? Il n'y a aucun message derrière. Mais peut-être est-ce là toute l'ironie. »